# Fåker
Fåker (PRONÚNCIA APROXIMADA fôquer) é uma pequena localidade sueca na província histórica da Jämtland. Está  localizada a 20 km a sul da cidade de Östersund, junto à margem norte do lago Näkten. 
Tem cerca de 230 habitantes (2022), e pertence ao município de Östersund, o qual faz parte do condado da Jämtland. Possui uma pequena estação na linha  Inlandsbanan (Linha do interior), e é atravessada pela estrada europeia E45. 

## Etimologia
O nome geográfico Fåker provém do nome de uma antiga aldeia chamada igualmente Fåker. O topónimo deriva da palavra nórdica antiga ocidental fóa (raposa fémea) e da palavra nórdica antiga akr (campo cultivado).
A localidade está mencionada como Foaker, em 1456.

## Infraestrutura
- Escola de Fåker (Fåker skolan; F-6) - escola pública oferecendo ensino pré-escolar (F) e escolaridade básica até ao 6º ano (1-6). [6]